# Ман, Деннис
Де́ннис Ман (рум. Dennis Man; род. 26 августа 1998, Vladimirescu, Арад) — румынский футболист, вингер клуба «Аякс» и сборной Румынии. Участник чемпионата Европы 2024.

## Карьера

### «УТА Арад»
Деннис Ман является воспитанником футбола города Арада, тренировался в школах «Атлетика» и «УТА».
В 2015 году Ман стал игроком основной команды клуба «УТА Арад», который выступал в Лиге II. Дебютировал в профессиональном футболе 29 августа 2015 года в поединке против команды «Газ Метан». Всего в дебютном сезоне провёл 29 игр, забил 10 мячей. Дебютный гол состоялся 25 октября 2015 года в ворота клуба «Бихор Орадя». Сезон 2016/2017 начал также в составе «УТА Арада», где в пяти матчах забил пять мячей.

### «ФКСБ»
6 сентября 2016 года подписал контракт с ведущим румынским клубом — «Стяуа». 2 октября того же года дебютировал за него в поединке против клуба «Университатя Крайова», выйдя на замену на 29-й минуте вместо Флорина Тэнасе. Всего в дебютном сезоне провёл 6 матчей, забил 1 мяч, 30 октября в поединке против «Политехники Яссы». Сезон 2017/2018 начал игроком стартового состава. 16 июля 2017 года Деннис Ман забил победный мяч в ворота «Волунтари» в первой игре чемпионата. 2 августа вингер дебютировал в еврокубках, появившись на поле в матче Лиги чемпионов УЕФА с чешским клубом «Виктория». 25 октября в матче Кубка Румынии Ман забил 2 мяча и сделал 2 голевые передачи, что позволило его команде одержать победу со счетом 6:1 над «Сэнэтатя Клуж». В 2018 году УЕФА включил футболиста в список 50 лучших молодых игроков. В июле того же года Ман, вместе с соотечественником Янисом Хаджи, был номинирован на премию Golden Boy. 25 июля футболист забил свой первый гол в еврокубках в ворота словенского «Рудара» в рамках Лиги Европы УЕФА.
22 июля 2020 года Ман получил свой первый титул в карьере, забив единственный победный гол в финале Кубка Румынии в ворота «Сепси». 17 сентября вингер отметился хет-триком в матче Лиги Европы УЕФА с сербским клубом «ТСЦ Бачка Топола». Матч завершился со счетом 6:6 и Ман принес победу своей команде, забив решающий гол в серии послематчевых пенальти. Три дня спустя Ман снова забил 3 мяча за игру, на этот раз в матче регулярного чемпионата с командой «Арджеш». К концу года румынская газета Gazeta Sporturilor назвала его лауреатом премии Футболист года в Румынии 2020.

### «Парма»
В январе 2021 года перешёл в итальянскую «Парму». Деннис Ман подписал с клубом контракт на 4,5 года. Ман дебютировал в составе итальянской команды 31 января 2021 года, заменив Гастона Бругмана на 80-й минуте игры с «Наполи». Возможность появиться в стартовом составе игрок получил в своем шестом матче за клуб против «Интернационале», где он отыграл первый тайм и был заменен. 3 апреля Ман забил свой первый мяч в составе «Пармы» в выездной игре с «Беневенто». Под конец сезона Деннис получил травму и закончил свои выступления, а «Парма» покинула Серию A. 15 марта 2022 года Ман впервые надел капитанскую повязку в игре с «Виченцой», так как в матче отсутствовали Буффон и Васкес.

## Достижения

### Командные
«Стяуа»
- Обладатель Кубка Румынии: 2019/20

«Парма»
- Победитель Серии B: 2023/24

### Личные
- Футболист года в Румынии: 2020